# 萨米·优素福
萨米·优素福（波斯語：‎，Sami Yusuf；1980年7月29日—）是英国创作歌手、作曲家、制作人及多种乐器的音乐家，為伊朗阿塞拜疆人。